# Eruzione del Vesuvio del 1906
L'eruzione del Vesuvio del 1906 è stato un evento eruttivo durato, dal 4 al 21 aprile 1906.

## Descrizione
È stata la più grande eruzione vesuviana del XX secolo. Un'immane colata lavica si diresse verso Torre Annunziata, bloccata dalle mura del cimitero, e la nube gassosa che generò nelle ultime ore di attività spazzò via la cima e svuotò la camera magmatica.
A causa della pioggia di cenere fu quasi completamente sepolta Ottaviano (più volte vittima degli eventi eruttivi vesuviani) causando oltre 200 morti, tanto che fu chiamata "la nuova Pompei". Le 105 persone che si rifugiarono in una grande chiesa di San Giuseppe Vesuviano morirono  quando le ceneri sfondarono il soffitto e la lava bruciò il portone in legno.
Il vulcanologo Raffaele Vittorio Matteucci seguì l'eruzione dall'Osservatorio Vesuviano, di cui era direttore.
L'evento portò l'Italia a rinunciare all'organizzazione delle Olimpiadi del 1908, organizzazione ceduta a Londra.
L'eruzione fu documentata in un cortometraggio di Roberto Troncone.

## Galleria d'immagini

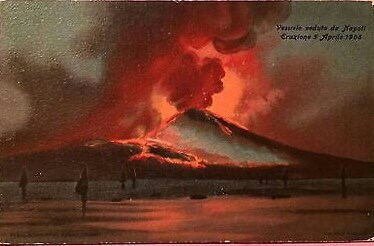
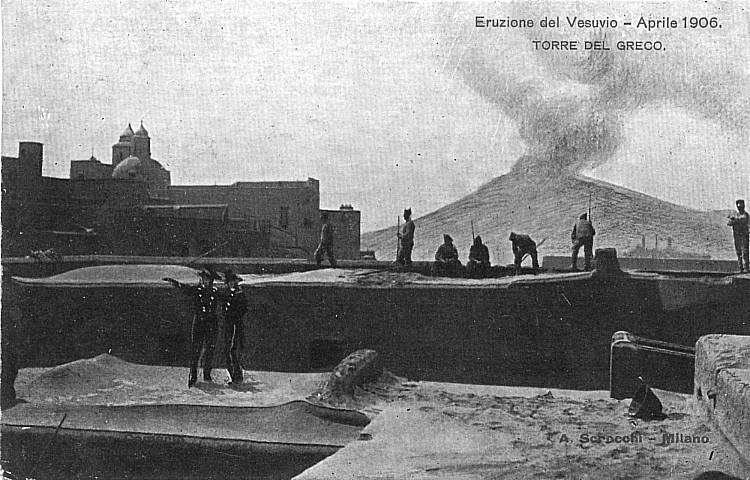
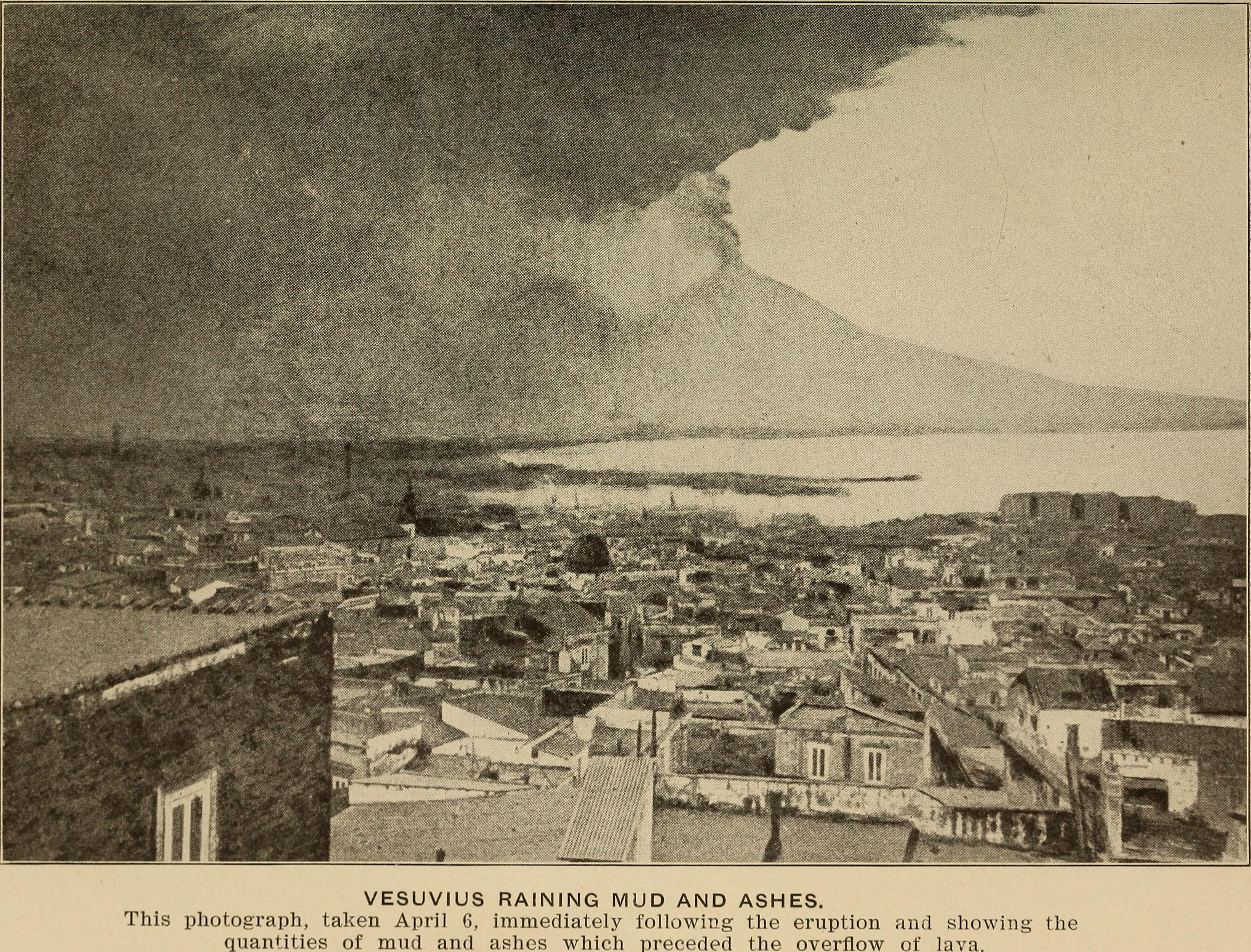
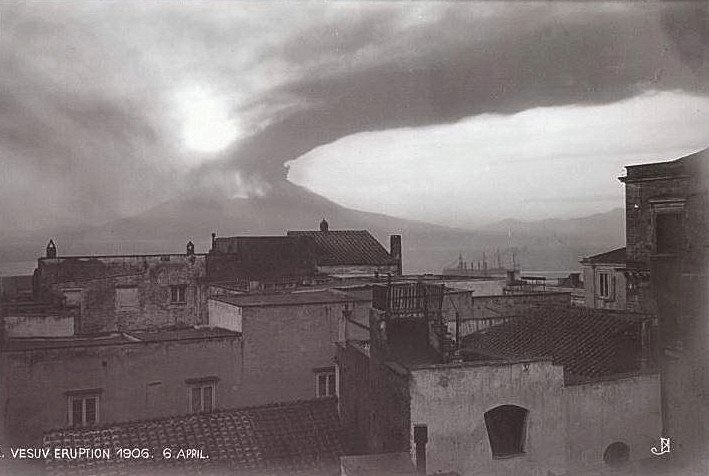
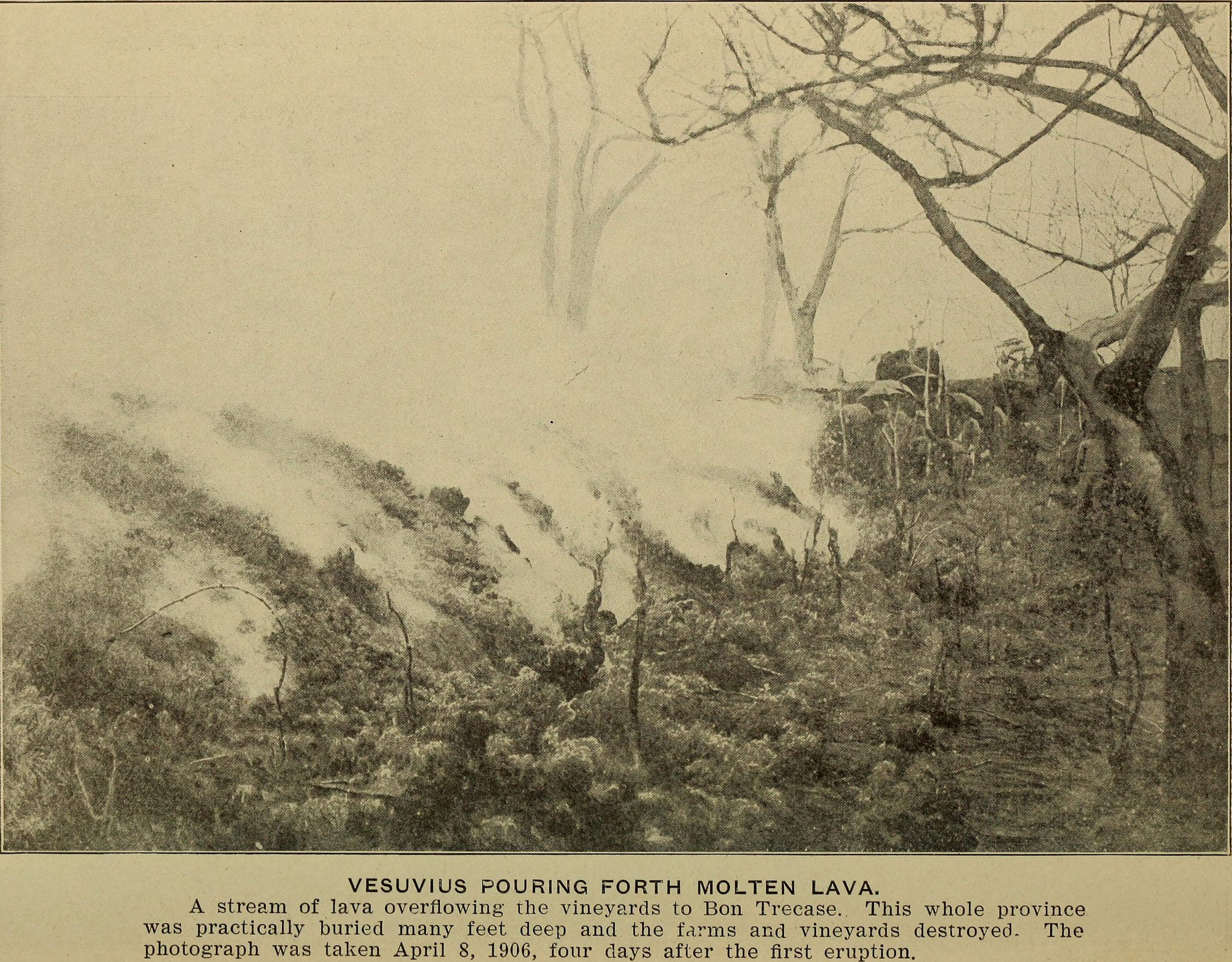
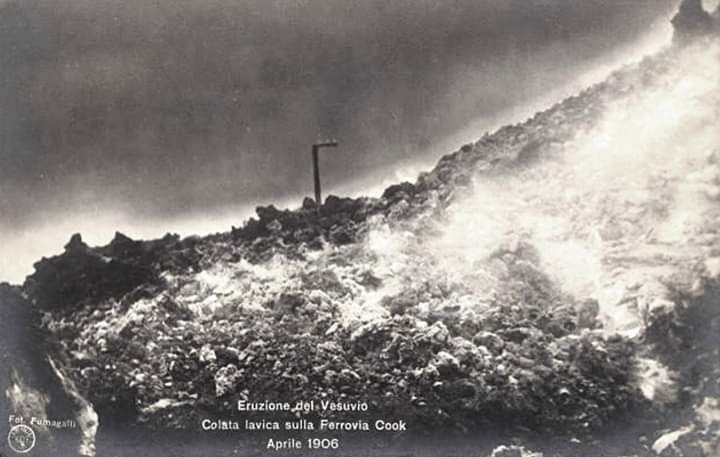
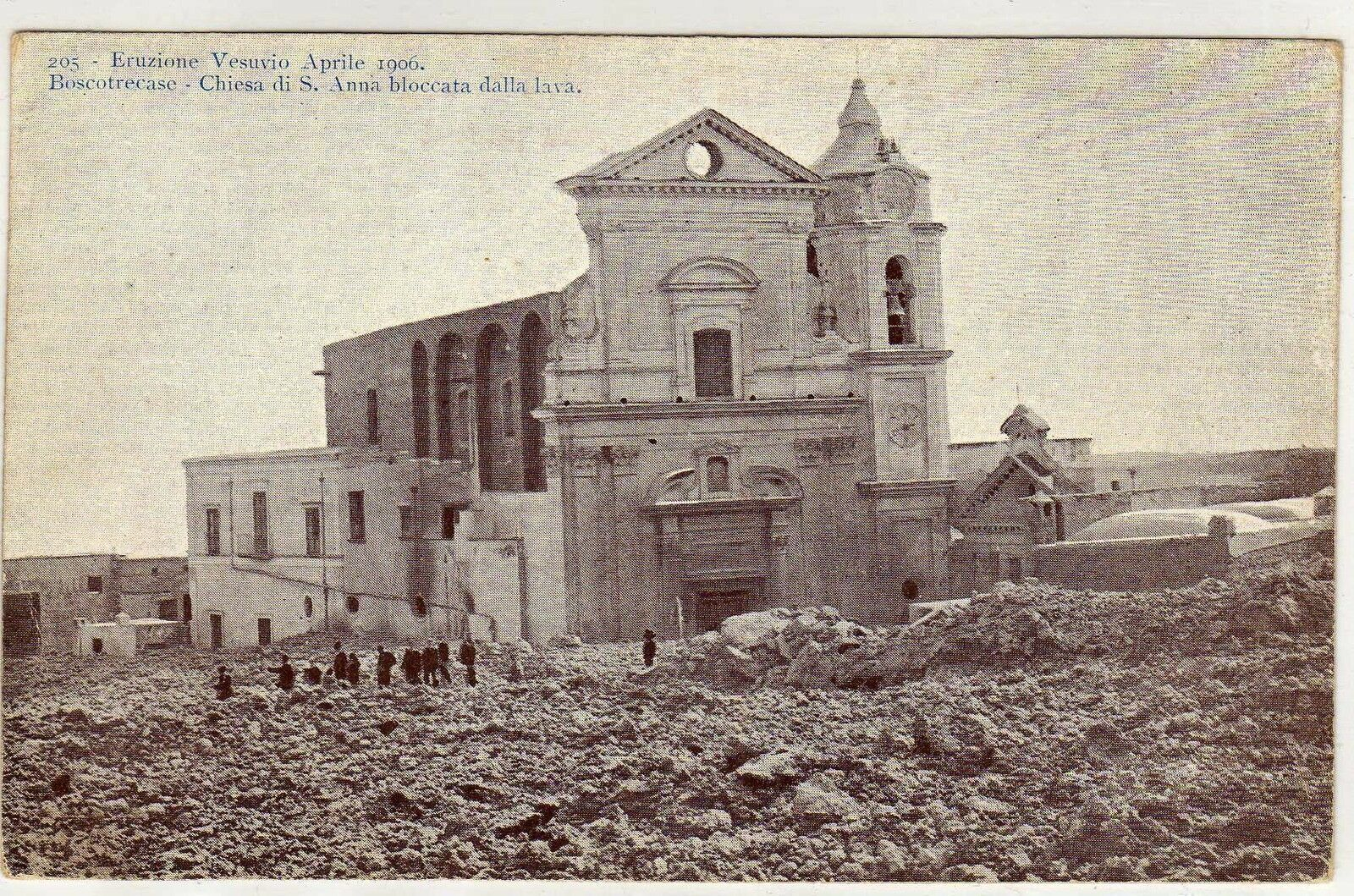
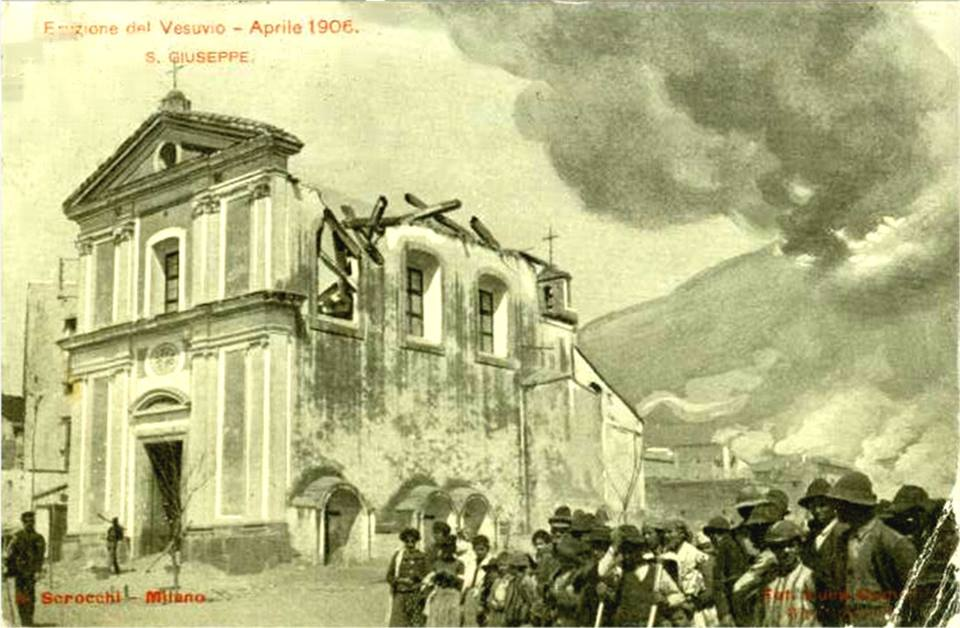
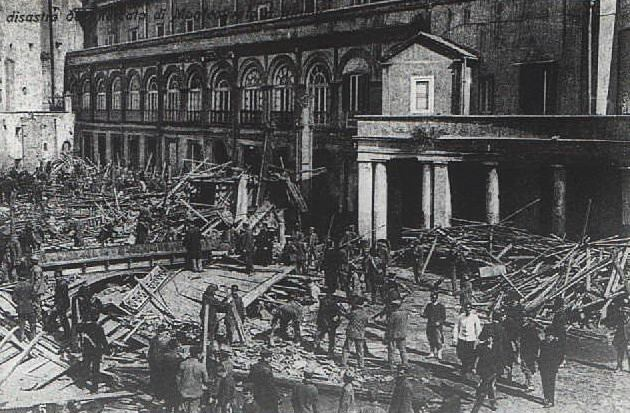
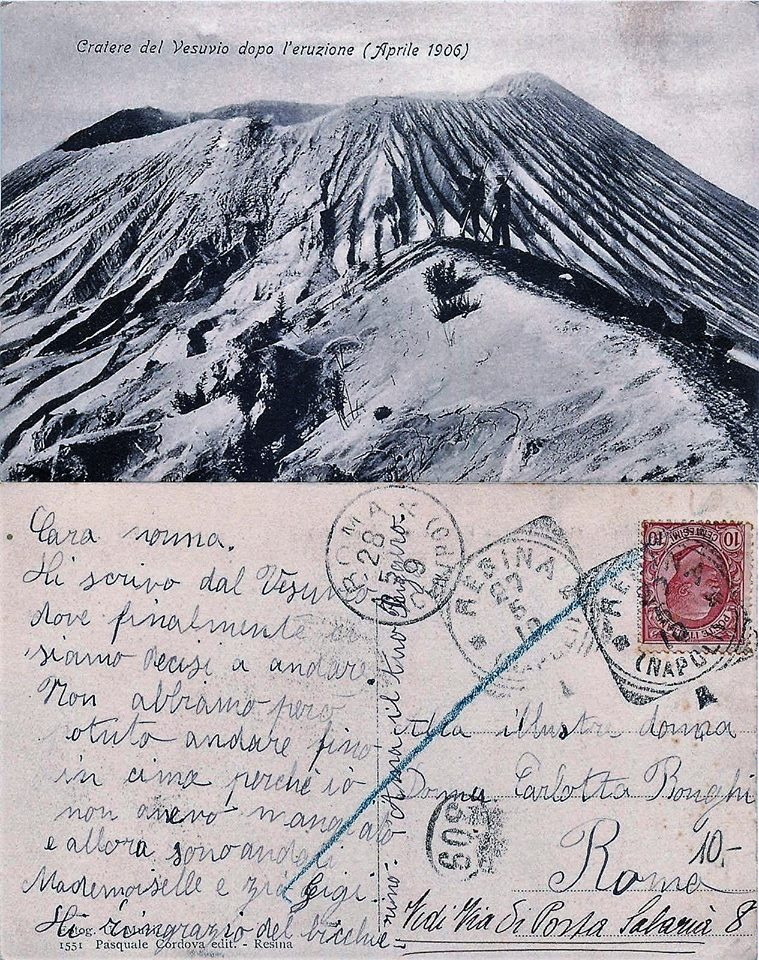